# 域多利軍營

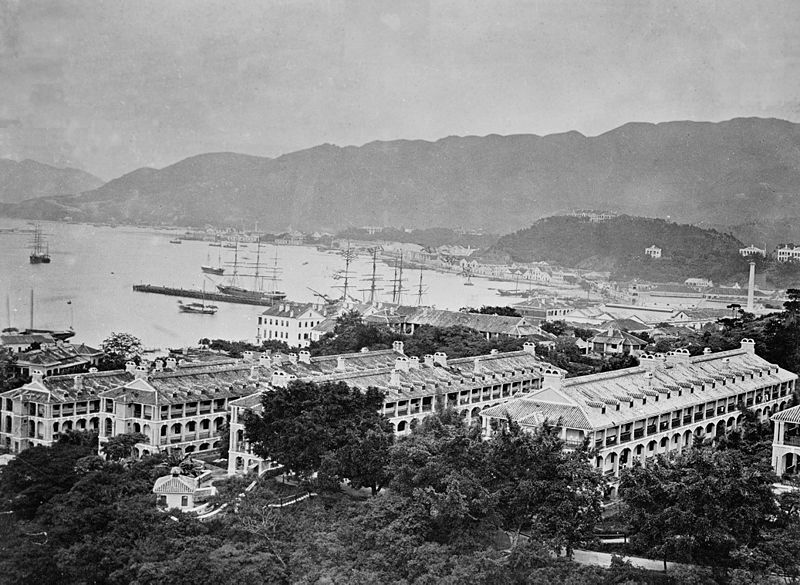
1870年代的域多利軍營

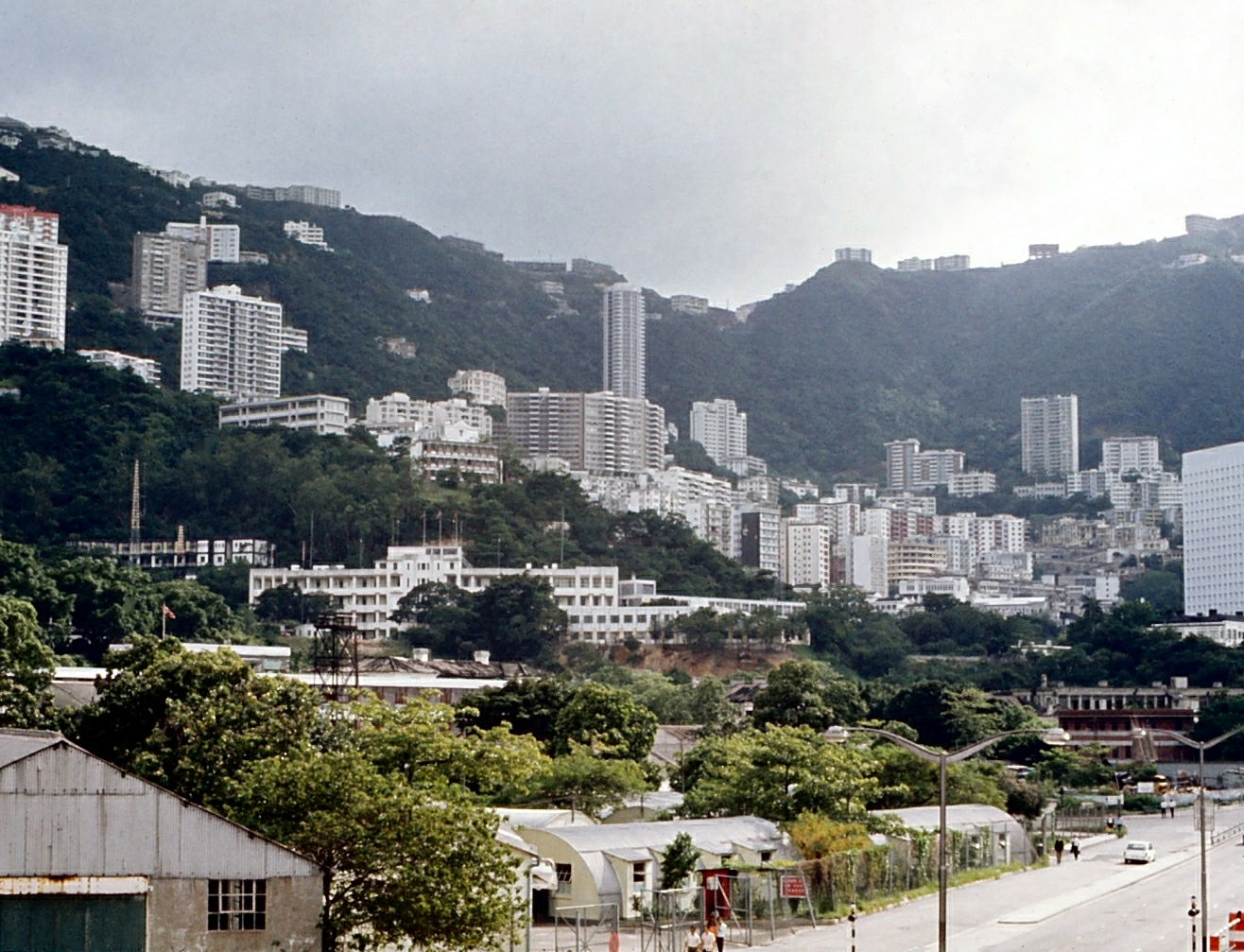
1971年的域多利軍營

域多利軍營（英語：Victoria Barracks），又稱域多利兵房，是香港昔日駐港英軍的一個主要軍營，以建立時的英國君主維多利亞女皇命名，軍營原址位於香港島金鐘，約於紅棉路、堅尼地道及金鐘道交界的一帶，鄰接當時的威靈頓軍營及美利軍營。現址為香港公園的一部分，大部分建軍營築物被拆卸，餘下的建築物因爲具有歷史及建築特色而得到保留，軍營原址內的舊三軍司令官邸被列為法定古蹟（今茶具文物館），另外數座建築物被列為香港一級歷史建築。

## 歷史
域多利軍營早於1840年代已有駐軍，並於1843年至1874年間正式建立，是英軍在香港最早興建的軍營，曾建有三十多座軍事建築物。在1941年香港保衛戰期間，域多利軍營是英軍總司令部的所在地。1942年至1945年的香港日佔時期，軍營被佔領香港的日軍佔用，香港重光後軍營曾作大規模修復。
駐港英軍在1960年代初開始縮減在金鐘的駐軍規模，陸續釋出軍營用地供港府改善當地交通及擴展商業區。1970年代後期，因為中區商業用地接近飽和，商業大廈及政府辦公大樓需要向東面的金鐘及灣仔北的新填海區擴展，但是因為域多利軍營位於中環和灣仔之間，而金鐘沿岸又設有海軍基地，不但城市規劃上遇到困難，也難以建設及擴寬道路應付不斷增加的交通流量。港府與軍部及英國政府商議後，駐港英軍同意重置在金鐘的軍事用地，並且於1979年3月全面撤出域多利軍營，騰出軍事用地供香港政府重新規劃發展。
1979年3月30日，駐港英軍將域多利軍營的土地正式交還香港政府，除了小部分具有歷史意義或建築特色的建築物獲得保留外，其餘建築物在1985年至1992年拆卸，軍營的用地分別被規劃為休憩設施、政府部門用地及商業用地，後來大部分原軍營用地成為香港公園，東南面的土地建成金鐘道政府合署及高等法院大樓，而商業用地則透過拍賣，建成太古廣場、香港港麗酒店和港島香格里拉酒店。
1987至1993年間，政府曾撥用軍營內原擬重建為公園的「高雲樓」，用作中英聯合聯絡小組辦事處。及後，辦事處大樓拆卸重建，成為英國駐香港總領事館暨英國文化協會大樓。

## 現存歷史建築
域多利軍營的大部分建築物在改變用途期間被拆卸，現僅存數座歷史建築：

### 舊三軍司令官邸

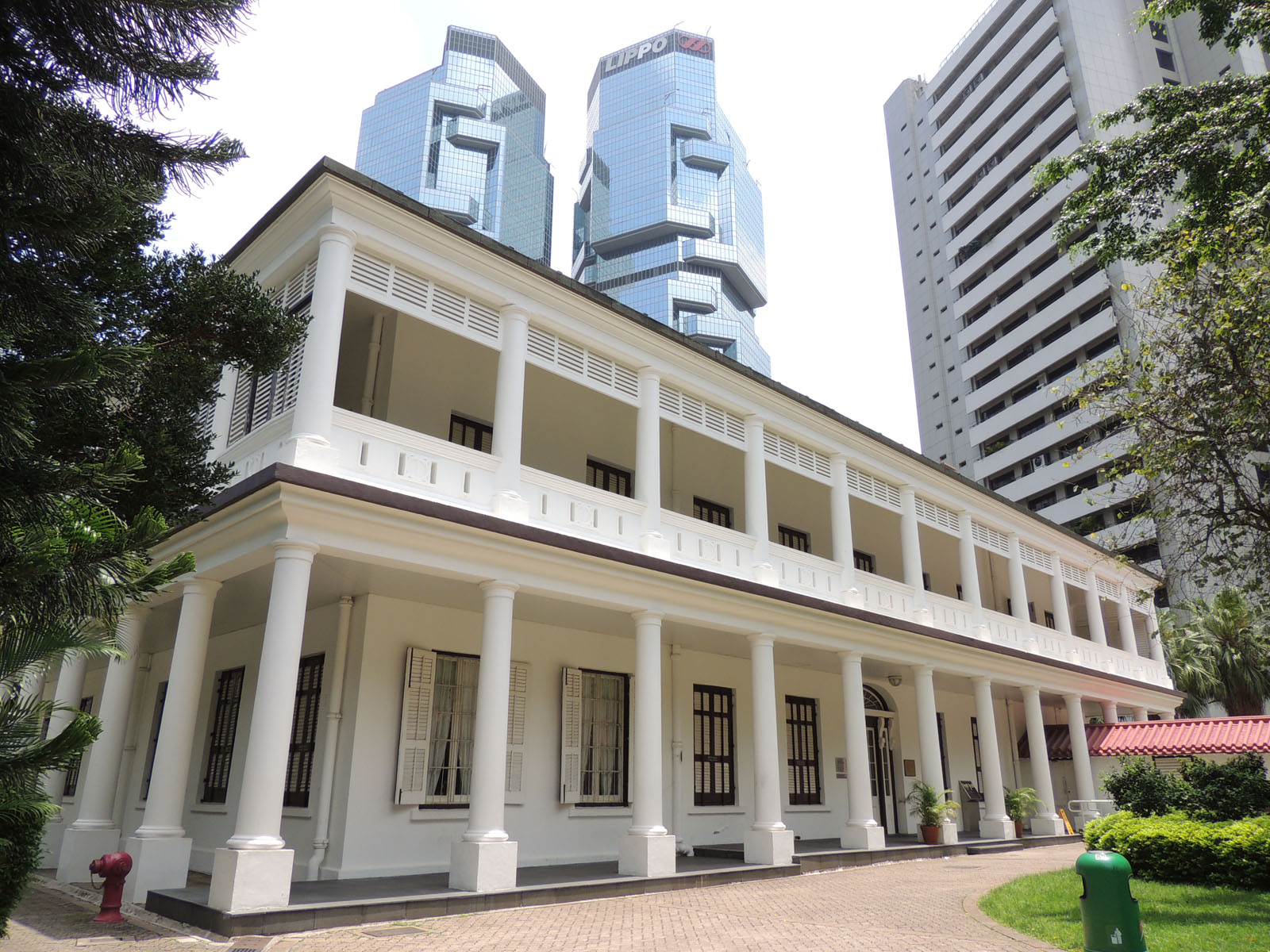
舊三軍司令官邸

兩層高的舊三軍司令官邸又稱旗杆屋（Flagstaff House），建於1846年，屬希臘古典復興式風格，從落成至1970年代初一直作爲駐港英軍司令官邸，為香港現存最古老的英國殖民地時期建築物。這座建築物於軍營移交予港府後，於1984年改用作香港茶具文物館。因爲建築物見證香港百多年英國殖民地歷史，歷史價值極高，現已列為香港法定古蹟。

### 卡素樓

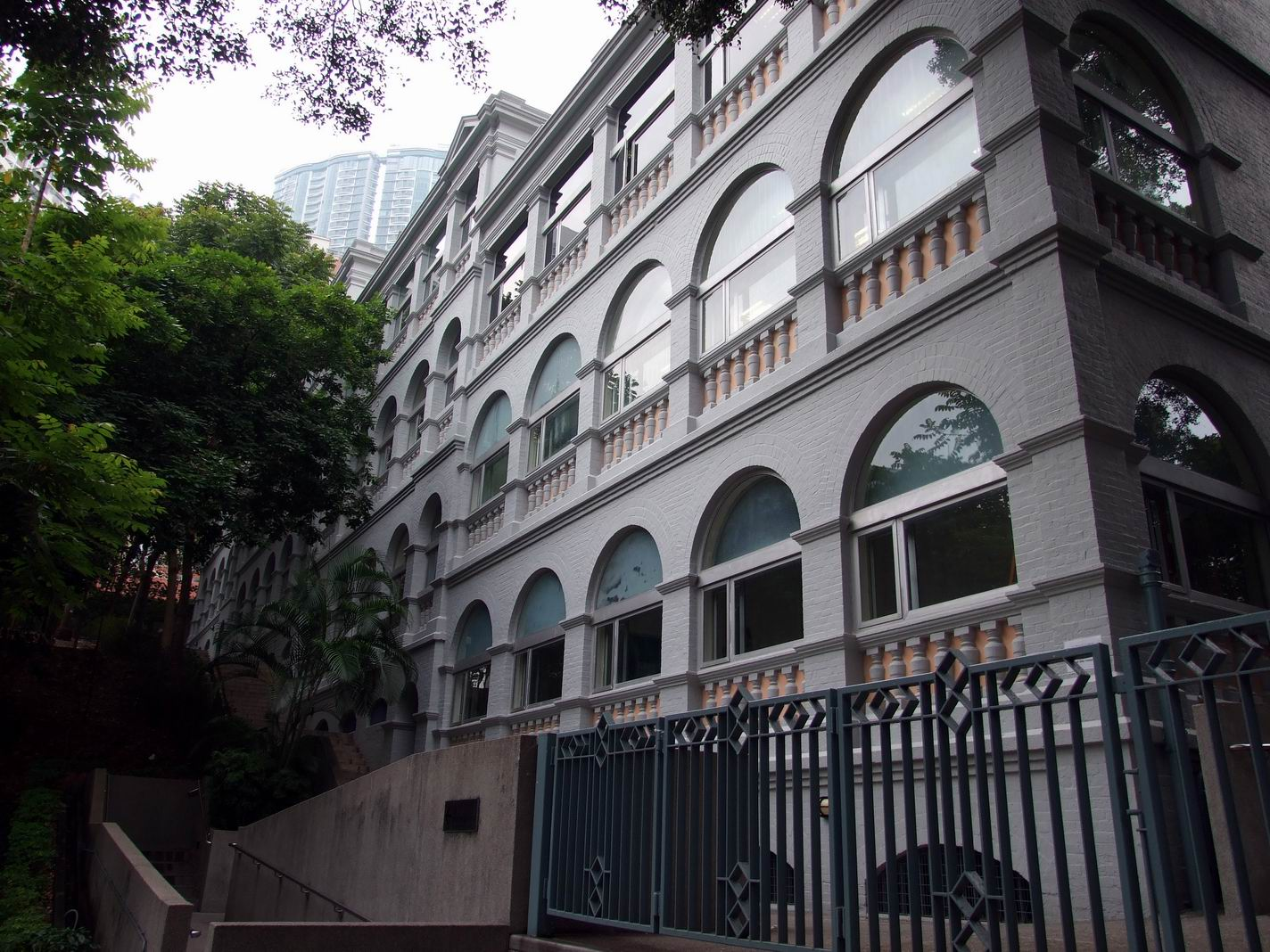
卡素樓

舊域多利軍營卡素樓（Cassels Block），建於1900年左右，原為已婚軍人宿舍，與蒙高瑪莉樓及羅拔時樓同時期興建，以解決讓出部分威靈頓軍營（Wellington Barrack）予海軍後，軍人宿舍不足的問題。以第一代羅伯茨伯爵弗雷德里克·羅伯茨（Frederick Roberts, 1st Earl Roberts）命名。1979年，駐港英軍將域多利軍營交還香港政府，卡素樓則於1992年改作香港視覺藝術中心。卡素樓樓高三層，為愛德華古典復興風格建築。建築物像樓梯般以四個階級組成以遷就陡斜地勢，在香港十分罕見。卡素樓已被列為香港一級歷史建築。

### 華褔樓

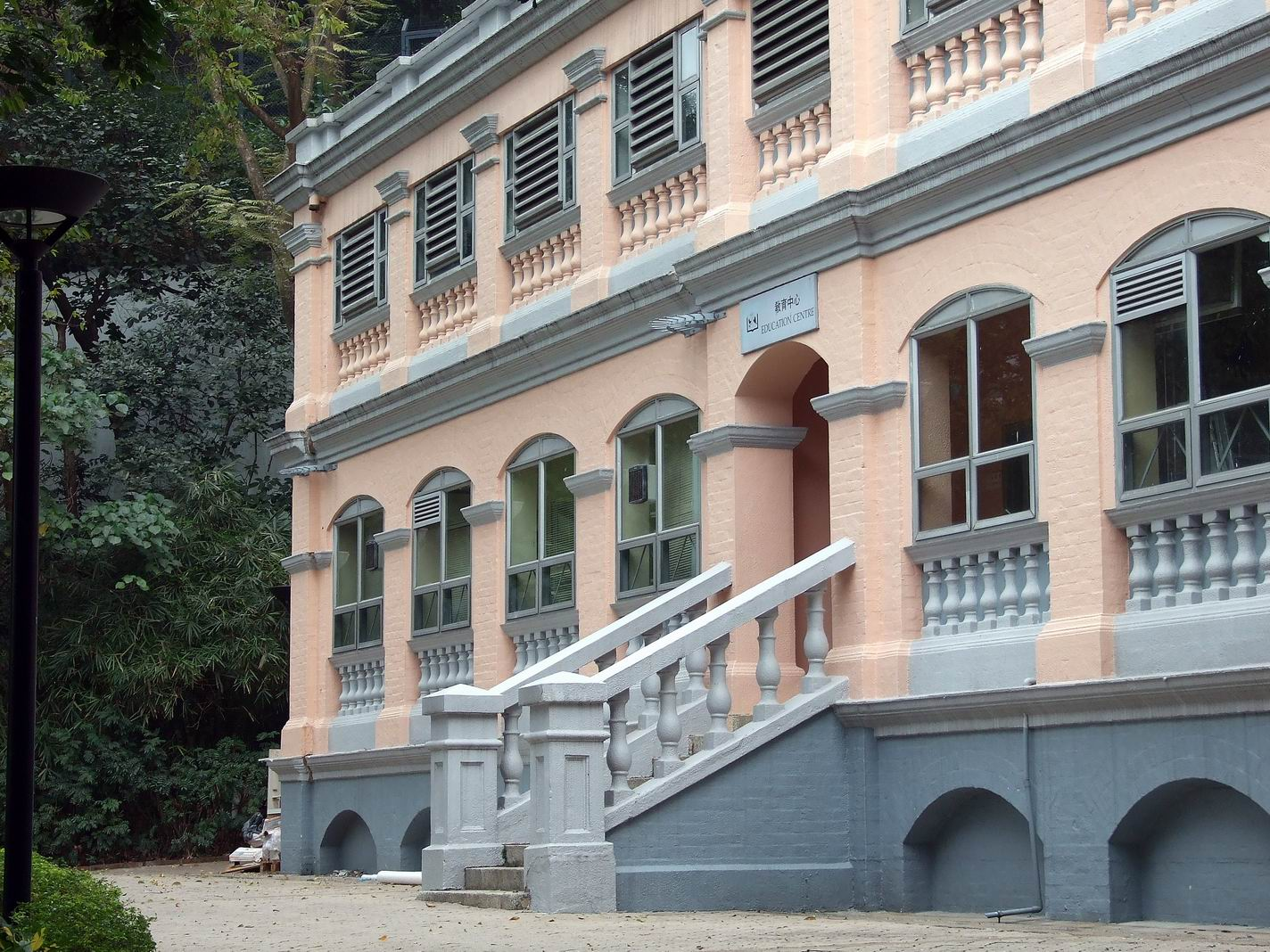
華褔樓

華褔樓（Wavell Block）建於二十世紀初期，樓高兩層，為愛德華古典復興風格建築。華褔樓原為已婚英軍軍官宿舍，1991年起改為香港公園觀鳥園教育中心，轉作研習鳥類的教育用途。華褔樓最初名為 Warrant Officers' Quarters 3 & 4，戰後為紀念第二次世界大戰期間的中東英軍司令部總司令魏菲爾（Archibald Wavell）而易名為Wavell Block。華褔樓已被列為香港一級歷史建築。

### 羅年信樓

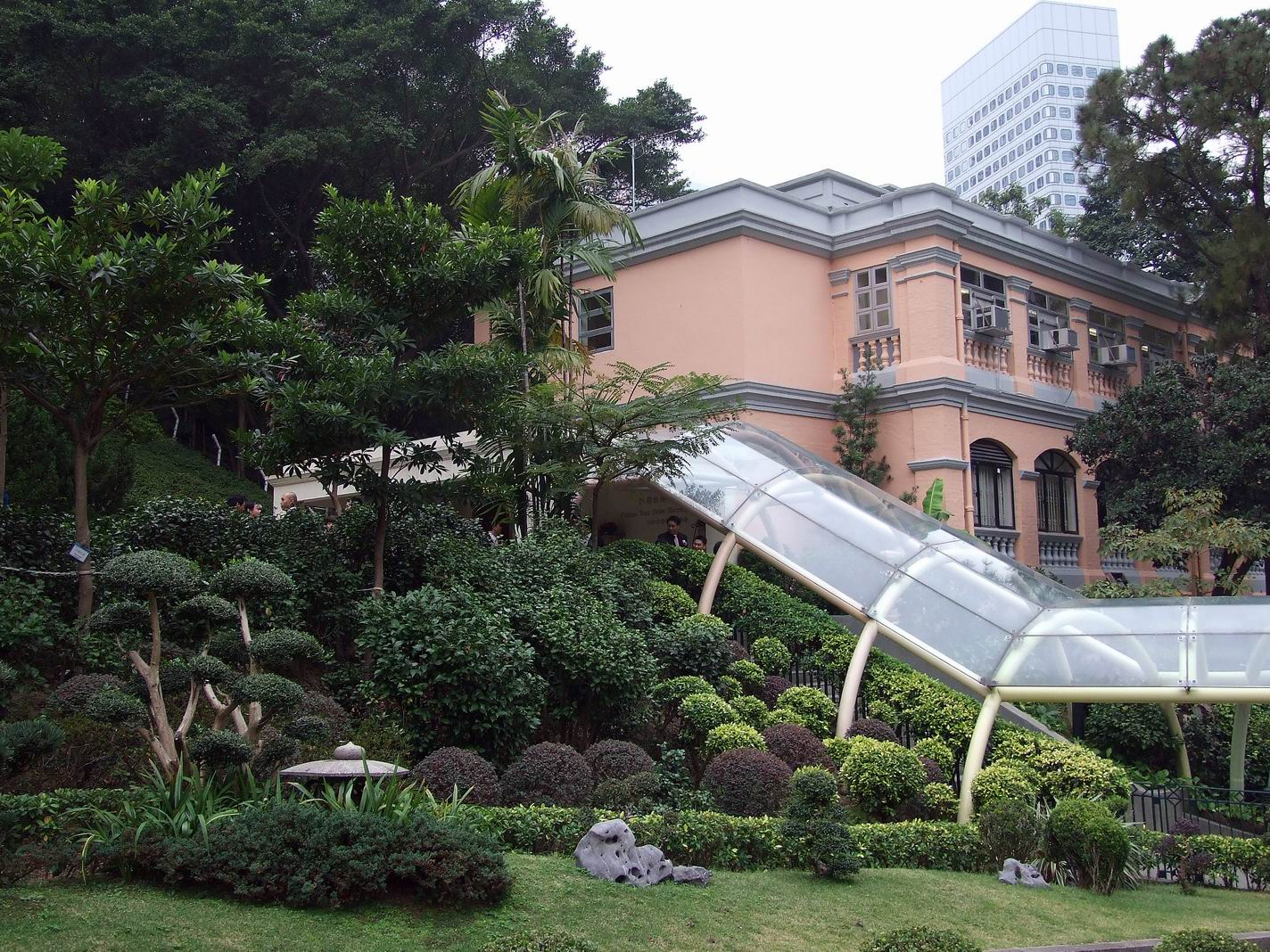
羅年信樓

羅年信樓（Rawlinson House）建於二十世紀初期，樓高兩層，為愛德華古典復興風格建築。羅年信樓原為已婚英軍軍官宿舍，1961年改為駐港英軍副司令Brigadier Crabtree的官邸。1980年代起，羅年信樓地下現設紅棉路婚姻登記處，而一樓則闢作香港公園辦事處至今，成為熱門結婚地點。建築物最初名為Warrant Officers' Quarters 1 & 2，二次大戰後改名為Rawlinson House，以紀念第一次世界大戰期間戰績標炳的英國羅年信將軍（Henry Rawlinson）。羅年信樓已被列為香港一級歷史建築。

### 蒙高瑪莉樓

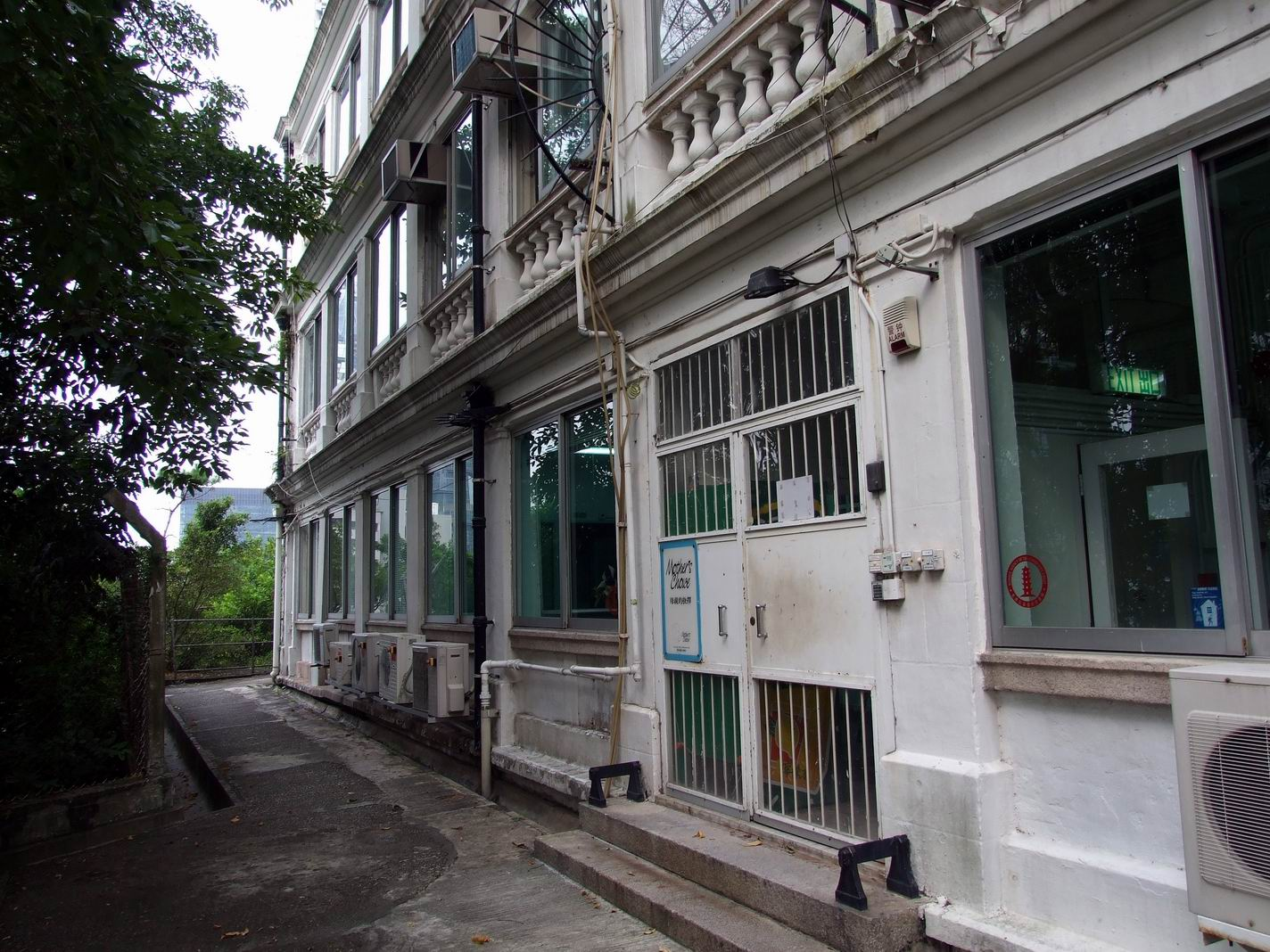
蒙高瑪莉樓

蒙高瑪莉樓（Montgomery Block）位於堅尼地道42B，香港公園範圍外，樓高三層，為愛德華古典復興風格建築，建於二十世紀初期。原為已婚英軍宿舍，以二戰期間英國著名軍事指揮官伯納德·蒙哥馬利（Bernard Law Montgomery）命名，1987年起改為母親的抉擇及啟勵扶青會辦公室至今。蒙高瑪莉樓已被列為香港一級歷史建築。

### 羅拔時樓

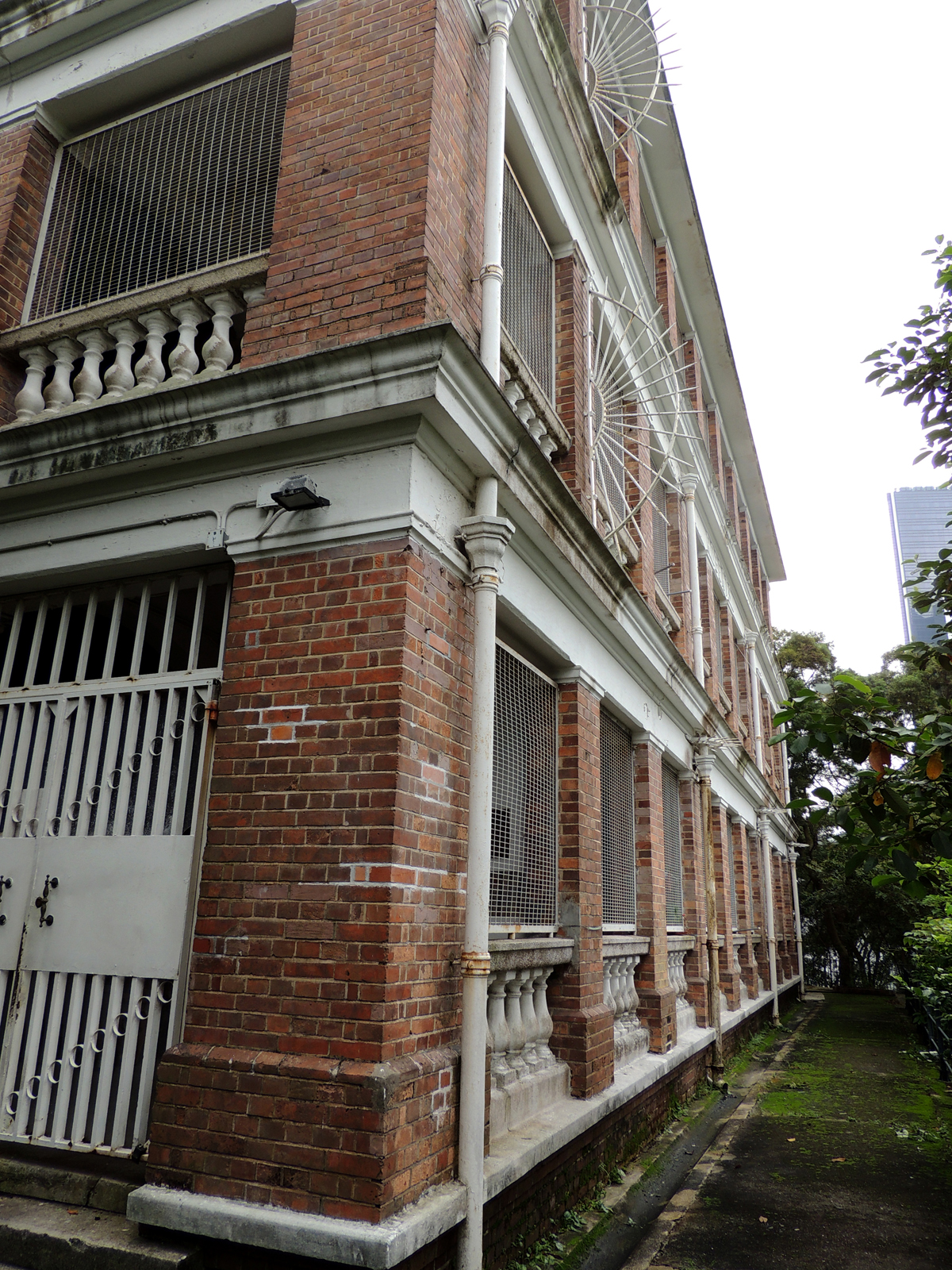
羅拔時樓

羅拔時樓（Roberts Block）位於堅尼地道42A，香港公園範圍外，樓高三層，為愛德華古典復興風格建築，建於二十世紀初期。原為已婚英軍宿舍，1986年起轉作新生精神康復會賽馬會新生宿舍至今。羅拔時樓最初名為Married Quarters 'E' Block，二次大戰後為紀念蒙哥馬利麾下的指揮官羅拔時少將（Frederick Roberts, 1st Earl Roberts）而改名為羅拔時樓。羅拔時樓已被列為香港一級歷史建築。2018年7月，發展局公佈將由基督教愛協團契有限公司連同亞洲展藝有限公司活化為開心藝展中心，舉辦創意藝術工作坊、遊戲治療活動等，並安排導賞展示羅拔時樓的歷史與建築特色。

### 軍火庫

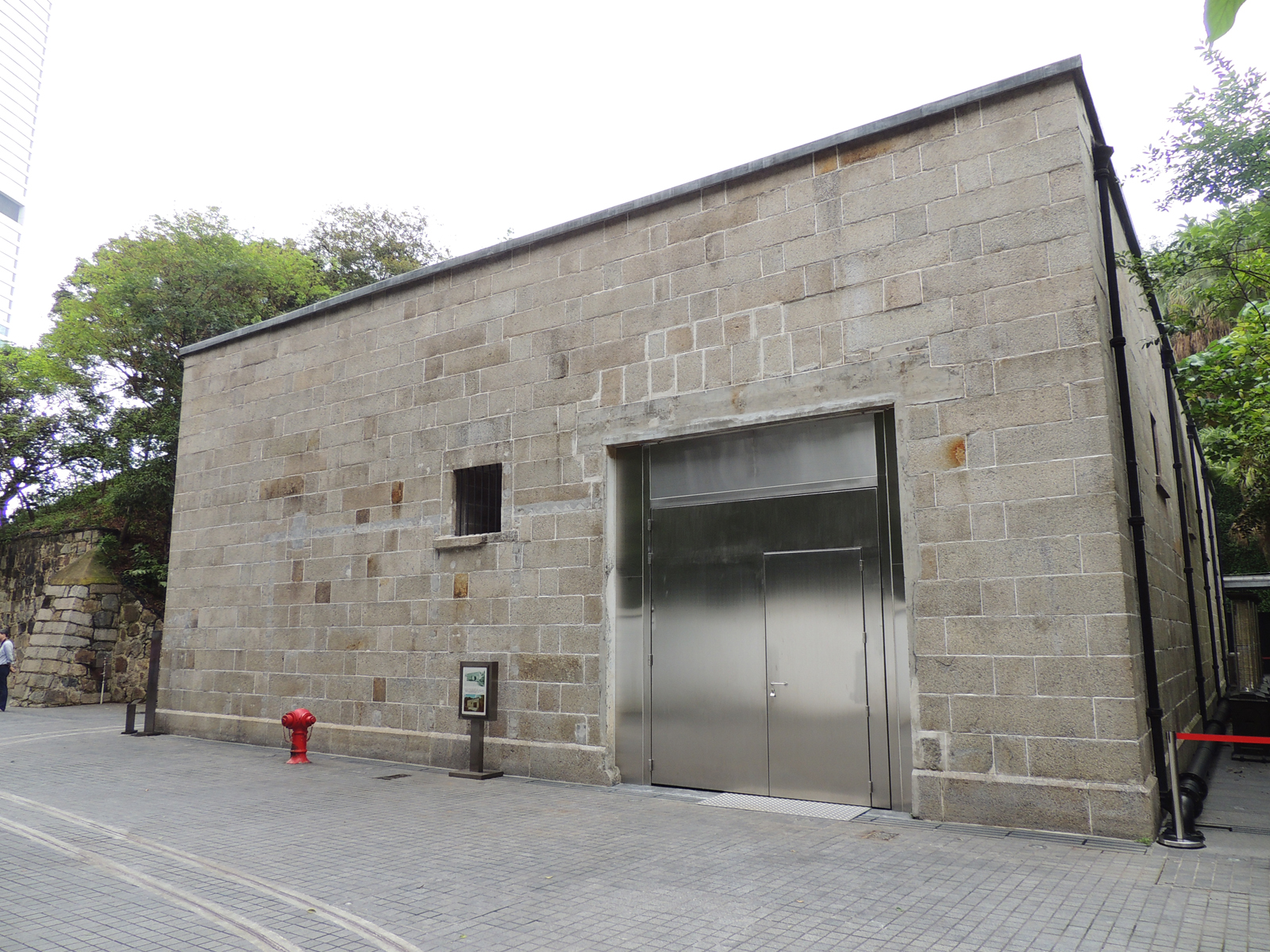
域多利軍營軍火庫

域多利軍營軍火庫位於香港島金鐘正義道、香港公園範圍外，面積約7,800平方米，作存放軍火之用。軍火庫擁有極高軍事歷史價值，是亞洲現存唯一英國殖民時代的完整軍火庫遺址，亦是昔日英軍把炸藥製成炮彈的地方，當中的上層建築現已被評為香港一級歷史建築。現時軍火庫為亞洲協會香港分會總部，該會正把軍火庫舊址活化，翻新為劇院及博物館。